# تیوکد
تیوکد (به مجاری:  Tyukod) یک سکونتگاه مسکونی در مجارستان است که در سابولچ-ساتمار-برگ واقع شده‌است.